# Sunset Song
Sunset Song è un film del 2015 diretto da Terence Davies.

## Trama
Una famiglia di contadini lotta per sbarcare il lunario nel nord-est della Scozia.